# Wentorf bei Hamburg
Wentorf bei Hamburg är en kommun (Gemeinde) i Schleswig-Holstein i norra Tyskland. Kommunen ligger alldeles öster om Hamburg, i distriktet (Kreis) Herzogtum Lauenburg.